# Gosono
Gosono is een bestuurslaag in het regentschap Boyolali van de provincie Midden-Java, Indonesië. Gosono telt 1779 inwoners (volkstelling 2010).